# Cratere Burdigala
Burdigala è un cratere sulla superficie di 21 Lutetia.